# Domišljija
Domišljíja (tudi imaginácija, fantazíja) je zmožnost zamišljanja novih predstav neodvisno od čutenja. Predhodno izkušnje in med sabo nepovezane predstave lahko z domišljijo povežemo v novo celoto. Predstavlja pomemben dejavnik človekove inovativnosti v znanosti, umetnosti, tehnologiji in v vsakdanjem življenju. Zgodnja psihoanaliza povezuje domišljijo kot obrambni mehanizem v povezavi z neizpolnjenostjo želja v vsakdanjem življenju.  